# Lars Hedwall
Lars Hedwall (ur. 10 lutego 1897, zm. 29 lipca 1969) – szwedzki lekkoatleta.

## Kariera
Na Letnich Igrzyskach Olimpijskich 1920 wystąpił w konkursie biegu na 3000 m z przeszkodami, finał którego ukończył na 7. miejscu oraz w indywidualnym konkursie przełajowym, który z kolei zakończył na 24. miejscu.